# Club Roma Futsal
L'ASD Club Roma Futsal (Associazione Sportiva Dilettantistica Club Roma Futsal) és un equip de futbol sala italià de la ciutat de Roma.
El club va néixer l'any 2004, per la fusió dels clubs Roma RCB (1983) i Gruppo Sportivo BNL (1987), amb el nom de Roma Calcio a 5. L'any 2006 va absorbir el club FC Cinecittà Calcio a 5. L'any 2007 adoptà el nom Associazione Sportiva Roma Futsal. La societat vivia anys molt dolents i va descendir diverses categories. L'any 2012 adoptà el nom Wish Roma Futsal. El 2016 es convertí en Roma Futsal 5. Finalment l'any 2018 adoptà el nom Club Roma Futsal.

## Palmarès
Roma RCB
- Lliga italiana de futbol sala:
  - 1987-88, 1988-89, 1989-90, 1990-91, 2000-01
- Copa italiana de futbol sala:
  - 1988-89, 1989-90
- Campionat d'Europa de clubs de futbol sala:
  - 1989-90

Gruppo Sportivo BNL
- Lliga italiana de futbol sala:
  - 1991-92, 1994-95, 1995-96, 1996-97
- Supercopa italiana de futbol sala:
  - 1992
- Campionat d'Europa de clubs de futbol sala:
  - 1995-96